# Кросс-культурная восприимчивость
Кросс-культурная восприимчивость или Межкультурная восприимчивость, Межкультурная чувствительность — понимание, осознание и признание других культур.
Часто путают два близкие по смыслу термина «межкультурная компетентность» и «межкультурная восприимчивость». Первый термин подразумевает способность мыслить и вести себя надлежащим образом в многокультурной среде. Тем временем, второй обозначает способность отличить и чувствовать культурные различия.
Концепция культурной восприимчивости базируется на комплексе навыков, которые позволяют человеку изучить и понять людей из другой культуры, таким образом способствует более эффективному взаимодействию людей из разных культур в одной социальной системе. Кросс-культурная восприимчивость является важным инструментом в построении эффективных отношений, позволяющим изучить другие культуры, их системы ценностей, веры и поведения так же, как и свою собственную культуру.
Как пишет Сюзан Мейор, медицинский журналист, редактор, специалист в коммуникации, культурная восприимчивость — необходимая часть в успехе политики в области поощрения прав человека.

## Кросс-культурная восприимчивость в здравоохранении
Каждый человек является частью одной или нескольких культур, которые способны значительно повлиять на его способ мышления и точку зрения в отношении профилактики и лечения. Поэтому сфера медицины должна не только осознавать важность кросс-культурной восприимчивости, но и использовать её в медицинской практике ради равенства и эффективности здравоохранения. Проникновение в суть кросс-культурной восприимчивости способствует появлению сочувствия, взаимопонимания и чувства собственного достоинства, что может разрушить барьеры или препятствия в построении отношения между пациентами и поставщиками медицинских услуг, что позволяет повысить уровень медицинской помощи всем людям.

## Модель развития межкультурной чувствительности или Шкала Милтона Беннетта
Модель развития межкультурной чувствительности:
•	Объясняет как люди или группы людей часто думают и чувствуют о чужой культуре
•	Выступает в качестве основы для эффективного формирования и развития продуктивного отношения между людьми из разных культурных или этнических групп.
Модель развития межкультурной чувствительности была создана Милтоном Беннеттом, сооснователем Института Межкультурных коммуникаций (Intercultural Communication Institute), директором Исследовательского института Межкультурных Развитий (Intercultural Development Research Institute), специалистом в данной сфере. Данная модель основан на результатах прямого наблюдения и исследования многих лет. Модель развития межкультурной восприимчивости показывает структуру познания культурных различий, иными словами, она показывает, как изменяется отношение людей к тем или иным культурным различиям. Шесть этапов шкалы показывают, как человек видит, думает и толкует происходящие вокруг его событии с точки зрения представителя определённой культуры. Более того, Модель развития межкультурной восприимчивости также показывает то, что люди не думают и что они не видят. Таким образом, Шкала Беннетта подчеркивает, как культурные особенности человека и направляет, и ограничивает его к восприятию культурных различий.
Работа с людьми включает коммуникацию с конкретным человеком и/или с целыми группами. По мнению Беннетта, культурная восприимчивость и культурные различия представляют потенциальные препятствия или же преимущества в построении отношений и коммуникаций с другими людьми. Модель развития межкультурной восприимчивости является важным элементом в продуктивности, инновационности и креативности.

### Характеристики каждой стадии Модели развития межкультурной чувствительности
«Отрицание». Чувство комфорта в привычном, знакомом окружении. На данном этапе человек не сильно желает усложнять жизнь «культурными различиями». Не особо замечает находящиеся вокруг культурные различия. Держится на расстоянии от отличающихся от него людей. Переход от этапа «Отрицание» к следующему этапу «Защита» происходит, когда человек осознает разницу между культурами.
«Защита». Сильная приверженность человека к собственным мыслям и чувствам о культуре и культурных различиях. Некоторые находящиеся на данном этапе люди не признают ценности и поведения представителей чужой им культуры. Данный этап подразумевает человека, который осознает другие культуры, но имеет относительно не полное понимание или представление о них и часто склонны иметь негативные отношение или стереотипы о других. От «Защиты» человек переходит на «Минимизацию», когда его негативные суждения постепенно исчезают, и человек сталкивается со сходством культур.
«Минимизация». Стадия, когда человек чувствует, что представители других культур поверхностно похожи на него, он осознает, что существуют и другие культуры во всем мире, человек обладает некими знаниями о различиях между культурами, не осуждает других, относится к ним так, как хотел бы, чтобы они к нему относились. Переход к следующему этапу осуществляется, когда человек осознает важность межкультурного различия.
«Принятие». Осознание собственной культуры. Человек воспринимает свою культуру как один из многих способов познания мира, понимает, что другие культуры такие же сложные многогранные по сравнению с его собственной. Их идеалы, особенности, обычаи и поведение могут показаться непривычными, но человек осознает, что их обычаи и традиции столь же ярки и богаты, как и его собственные. Он становится более любопытным и ищет различные способы познать другие культуры. Так человек и переходит на следующую стадию, «Адаптация».
«Адаптация». Расширение кругозора. Человек в состоянии расширить свои взгляды, чтобы понять и вести себя соответственно в окружении другой культуры, способен специально менять свои поведения, чтобы правильно действовать за пределами своей собственной культуры. Когда развивается эмпатия по отношению к другой культуре, человек переходит от «Адаптации» к «Интеграции».
«Интеграция». На этой стадии происходит расширение собственного кругозора настолько, что допускаются принятие и исключение различных культурных мировоззрений.
По Беннетту, первые три стадии можно назвать «этноцентричными» (ethnocentric), так как на этих трех стадиях только собственная культура воспринимается как единственную и, в каком-то роде, лучшую культуру. В отличие от этноцентричных стадий, три последние можно назвать «этнорелятивными». На этих стадиях собственная культура человека воспринимается как равную среди множества других культур во всем мире.

## Подходы в психологии
Социальный психолог М. Хьюстон (Miles Hewstone) также разделяет точку зрения М. Беннетта. По мнению М. Хьюстона, одним из способов решения межкультурного или этического конфликта является генерализация позитивного эффекта, которой способствуют три аспекта контакта. Во-первых, в ситуации общения индивиды начинают признавать различия между членами «чужой» группы, иными словами, контакты способствуют возрастанию дифференциации межгруппового восприятия, что проявляется в увеличении воспринимаемой сложности стереотипизируемой группы, вариативности её членов. Во-вторых, распространению положительных аттитюдов благоприятствует использование информации, не подтверждающей первоначальный стереотип. В-третьих, увеличение межличностных контактов с осознанием того, что «свои» и «чужие» имеют много схожих свойств и ценностей, приводит к изменениям в восприятии значимости социальных категорий для классификации индивидов, а следовательно, к декатегоризации и персонализации.